# カタナ・チャンス
- ケイシー・カタンゾーロ

ケイシー・カタンザーロ（Kacy Catanzaro、1990年1月14日 - ）は、アメリカ合衆国ニュージャージー州グレン・リッジ出身のプロレスラー。元体操選手。セレブリティ。現在は、カタナ・チャンス（Katana Chance）のリングネームで活動。

## 来歴

### American Ninja Warrior
2014年、NBCのスポーツバラエティ番組『American Ninja Warrior』の予選2次ラウンドに参加。女性出場者としては番組史上初めて予選を完全制覇したことから、同番組の放送終了直後からSNSにて大きな話題となったほか、制作局のNBCは勿論のこと、ABCやCNNなどの競合メディアでもこの快挙が大きく報じられた。

### NXT
2017年8月28日、カタンザーロは、WWEと契約。2018年1月18日、WWEは、カタンザーロをWWEパフォーマンスセンターに配属した。4月19日、フロリダ州サンフォードで開催されたNXTライブイベントでデビューを果たしたが、レイナ・ゴンザレスに敗れた。9月12日、第2回メイ・ヤング・クラシックで、カタンザーロは、第1ラウンドで、以前敗れた、レイナ・ゴンザレスに勝利を収めたが、第2ラウンドで、リア・リプリーに敗れた。2019年1月27日、カタンザーロは、ロイヤルランブルに19番目に登場した。だが、リア・リプリーに排除された。3月13日にNXTデビューを果たす。
2019年9月、カタンザーロは、背中の負傷が続いたため、WWEを辞任し、プロレスから引退したと発表されていたが、その後のインタビューで「プロレスは続ける。」と返答。プロレスを続けることに疑問を持っていたため、しばらく休んだことを明らかにした。
9月16日、カタンザーロは、ケイデン・カーターとチームを組み、ジェシー・カメアとザイア・リーに勝利を収めた。カタンザーロとカーターは、2021女子ダスティ・ローデス・タッグチーム・クラシック・トーナメントに参加し、準々決勝でメルセデス・マルチネスとトニー・ストームを破ったが、準決勝でダコタ・カイとラケル・ゴンザレスに敗れた。その後は、ジェシー・カメア、ザイア・リーとの乱闘もあり、2月24日、カタンザーロは、リーと対戦したが、敗北した。その後、の試合でカタンザーロは、足を負傷。2022年、カタンザーロとカーターは、2022女子ダスティ・ローデス・タッグチーム・クラシックに参加し、第1ラウンドでアイビー・ナイルとテイタム・パクスリーを破ったが、準決勝でケイ・リー・レイと紫雷イオに敗れた。4月19日、カタンザーロは、ケイシー・カタンザーロというリングネームから、カタナ・チャンスにというリングネームに改名し、活動することを発表。チャンスとカーターは、8月2日、4ウェイタッグチームマッチで、NXT女子タッグチーム王座を賭けて、王座のトキシック・アトラクション、ヴァレンティーナ・フェロズとユリサ・レオン、ナイルとパクスリーと対戦した。チャンスとカーターは、最後にトキシック・アトラクションのメンバーのジェイシー・ジェインをカーターは、ネックブリーカー、チャンスは、450スプラシュでピンフォールを決め、王座に輝く。その後、Worlds Collideで、WWEスーパースターのドゥドロップとニッキーASHに対して、タイトルを保持。10 月25日と11月8日にいずれとも、ゾーイ・スタークとニッキータ・ライオンズに対してもタイトルを保持した。2023年1月8日、チャンスとカーターは、NXT女子タッグチーム王座の最年長獲得者の記録を生み出す。1月24日、前まで、ケイ・リー・レイというリングネームで活動していた、アルバ・ファイアとソル・ルカに対してもタイトルを保持。だが、NXTベンジェンス・デイで、チャンスとカーターは、ファロン・ヘンリーとキアナ・ジェームスに敗れ、タイトルを渡した。

## 獲得タイトル
WWE
- NXT女子タッグチーム王座 : 1回（w /ケイデン・カーター
- WWE女子タッグチーム王座: 1回（w /ケイデン・カーター

## 入場曲
- Life of The Party 現在使用中
- American Made
- Spitfire Warriors